# JQuery UI
jQuery UI — библиотека JavaScript с открытым исходным кодом для создания насыщенного пользовательского интерфейса в веб-приложениях, часть проекта jQuery. Построена поверх главной библиотеки jQuery и предоставляет разработчику упрощенный доступ к её функциям взаимодействия, анимации и эффектов, а также набор виджетов.

## Возможности
Возможности jQuery UI:

### Взаимодействия
- Draggable — предоставляет элементу возможность быть перемещенным с помощью мыши (см. Drag & Drop)
- Droppable — контролирует, где перетаскиваемый элемент может быть брошен (см. Drag & Drop)
- Resizable — предоставляет возможность динамически изменять размеры элемента с помощью мыши
- Selectable — предоставляет возможность выделять один или несколько элементов пользовательского интерфейса из группы
- Sortable — представляет возможность сортировки для группы элементов

### Виджеты
- Accordion — виджет «Аккордеон»;
- Autocomplete — поле ввода с автодополнением;
- Button — улучшенная кнопка, может также быть флажком (check box) или радио-кнопкой (radio button); все виды кнопки могут располагаться на панели инструментов (toolbar);
- Datepicker — виджет для выбора даты или диапазона дат;
- Dialog — диалоговое окно, которое может иметь любое содержимое;
- Progressbar — полоса прогресса;
- Slider — слайдер;
- Tabs — вкладки.

### Эффекты
- Color Animation — анимирует изменение цвета компонента
- Toggle Class, Add Class, Remove Class, Switch Class — анимируют изменение набора класса стилей компонента (см. CSS)
- Effect — множество эффектов, связанных с появлением и исчезновением компонентов интерфейса
- Toggle — функция переключения между режимами видимости компонентов с использованием эффектов
- Hide — функция исчезновения компонента с использованием эффектов
- Show — функция появления компонента с использованием эффектов

### Утилиты
- Position — установка положения элемента относительно позиции другого элемента (выравнивание)

## Темы
Для всех компонентов интерфейса jQuery UI используется единая тема оформления, которая может быть выбрана из нескольких существующих либо легко создана разработчиком с помощью ThemeRoller на сайте jQuery UI.